# Верховный совет рабочих Финляндии
Верховный (Главный) совет рабочих (Центральный Рабочий Совет, фин. Työväen pääneuvosto) — верховный орган Финляндской социалистической рабочей республики, который должен был контролировать работу исполнительной власти (Совета народных уполномоченных Финляндии), по замыслу создателей, должен был стать парламентом "красной Финляндии".
Точное время создания неизвестно. Впервые упоминается 28 января 1918г. в самой первой декларации Совета народных уполномоченных Финляндии «К рабочим и гражданам Финляндии!».
Первоначально состоял из 35 членов, позднее было согласовано общее количество 40 народных депутатов, призванных контролировать деятельность Совета народных уполномоченных.
Председателем Верховного Совета рабочих был Вальфрид Перттиля, в состав Совета входили:
- 15 человек от СДПФ;
- 10 человек от профсоюзов;
- 10 человек от Красной гвардии;
- 5 человек от Гельсингфорсского Союза Рабочих.

Позже последний отказался от одного места, что дало возможность избрать одного представителя одной партии от каждого избирательного округа. Избирательные округи в Лапландии и в Вааса остались без представителей. Их места в рабочем совете заняли представители от шведского рабочего движения и социал-демократического женского движения.
Председателем Верховного совета рабочих избрали члена забастовочного комитета 1917 года Вальфрида Перттиля.
Полный список членов не сохранился, но позднее были установлены имена 48 членов Совета, работавших в нем на разных стадиях. Из них 16 были членами парламента.
Верховный совет рабочих должен быть стать некой заменой финскому парламенту (Эдускунте), который, как учреждение народных представителей, «давал бы одобрение новому правительству, то есть Совету народных уполномоченных».
В составе Совета было создано пять комитетов: конституционный, законодательный, государственного казначейства, военный и хозяйственный и иностранных дел. Председатели комитетов избраны из членов социал-демократической партии кроме одного. Конституционный комитет сразу взялся за составление основного закона, и Верховный совет рабочих получил его проект на рассмотрение  уже 18 февраля, потому, что проект был подготовлен уже заранее, но некоторые изменения всё же были внесены. Дальнейшие фазы рассмотрения проекта остались неизвестны.
В соответствии с проектом конституции высшая исполнительная власть делилась между Верховным советом рабочих и Советом народных уполномоченных. У Верховного совета была власть назначать и снимать членов СНУ, и право изменять и отменять какие угодно решения СНУ. У членов Верховного совета было право задавать вопросы Совету народных уполномоченных, на которые следовало отвечать сразу или на следующем собрании. О том, что считать в качестве следующего собрания, у СНУ были свои представления, и этот пункт они толковали по ситуации. Другие пункты основного закона определяли способ голосования, утверждение решения и осведомления населения. Согласно последнему, восьмому параграфу, Верховный совет должен составить свой порядок работы. Это было сделано 22 февраля. Решения были одобрены простым большинством. Лишь ограничения, касающиеся права голоса решили принять двумя третями голосов. О заседаниях Верховного совета не сохранилось протоколов, поэтому точно не известно, сколько раз Верховный совет успел собраться. Точно известно лишь то, что все депутаты не всегда присутствовали, а часть избранных вовсе не участвовала в работе. На основе проекта основного закона можно предположить, что у Верховного совета было бы много власти и именно так и было задумано. На деле же получилось так, что власть в красной Финляндии была у Совета народных уполномоченных.